# Ropinsalmi
Ropinsalmi (Samisch: Roabejávvregeahci) is een Saami nederzetting binnen de Finse gemeente Enontekiö. Het dorp ligt langs de Europese weg 8 en ook de Könkämärivier, die hier parallel lopen. Het gehucht is nauwelijks herkenbaar vanaf de weg. Voor het dorpje staat een relatief groot eethuisje, dat dient als rustplaats voor wandelaars en andere buitensporters, alsmede receptie voor een kleine camping. Aan de overzijde van de rivier ligt het eveneens nietige Zweedse Naimakka. Er is hier echter ter plaatse geen oversteek mogelijk, behalve in de winter.
Hoofdplaats: Hetta

Dorpen: Äijäjoki · Jatuni · Kaaresuvanto · Kantola · Kelottijärvi · Ketomella · Kilpisjärvi · Kultima · Kuttanen · Leppäjärvi · Luspa · Markkina · Maunu · Muotkajärvi · Näkkälä · Nartteli · Nunnanen · Palojärvi · Palojoensuu · Pättikkä · Peltovuoma · Pousujärvi · Raittijärvi · Ropinsalmi · Saarikoski · Saivomuotka · Sonkamuotka · Vähäniva · Vuontisjärvi · Ylikyrö

Aanduiding: Kivilompolo